# Флаг Сенного сельского поселения
Флаг муниципального образования Сенное сельское поселение Темрюкского района Краснодарского края Российской Федерации — опознавательно-правовой знак, служащий официальным символом муниципального образования.
Флаг утверждён 13 марта 2008 года и 11 декабря 2008 года внесён в Государственный геральдический регистр Российской Федерации с присвоением регистрационного номера 4566.

## Описание
«Флаг поселения представляет собой прямоугольное полотнище с отношением ширины к длине 2:3, разделённое на три части (изогнутые полосы), две голубых и между ними жёлтую; посередине полотнища на жёлтой полосе изображение гроздей винограда».

## Обоснование символики
Флаг языком символов и аллегорий указывает на исторические и природные особенности посёлка Сенной.
Появление в 1794 году почтовой станции Сенная связано с организацией и устройством Черноморских казаков в сорока куренных поселениях. Сенная стала одной из многочисленных почтовых станций обеспечивающих связь не только внутри черноморского войска, но и с остальной страной. Посёлок Сенной долгое время продолжал служить основной перевалочной станцией между Темрюком и Таманью. Природная среда обусловлена расположением Сенного на перешейке между Таманским заливом и Ахтанизовским лиманом. Волнистые синие края герба символизируют берега, изрезанные бухточками, заливами, песчаными косами.
Гроздья винограда — символ плодородия и изобилия, гостеприимства и щедрости; на флаге поселения также символизируют виноградарство и виноделие ставшее основой экономического развития сельского поселения. В настоящее время крупнейшим многоотраслевым хозяйством является агрофирма «Фанагория», занимающаяся производством и переработкой винограда. Символику винограда дополняет золото флага — символ урожая, стабильности, богатства, солнечного тепла, энергии жизни.
Зелёный цвет — символ природы, здоровья, молодости, жизненного опыта.
Пурпурный цвет — символ благородства, достоинства, власти.
Голубой цвет (лазурь) — символ чести, благородства, духовности, возвышенных устремлений, а также цвет чистого, бескрайнего неба, и морских просторов.